# Paepalanthus klotzschianus
Paepalanthus klotzschianus är en gräsväxtart som beskrevs av Friedrich August Körnicke. Paepalanthus klotzschianus ingår i släktet Paepalanthus och familjen Eriocaulaceae. Inga underarter finns listade i Catalogue of Life.